# فان خند اند لوز

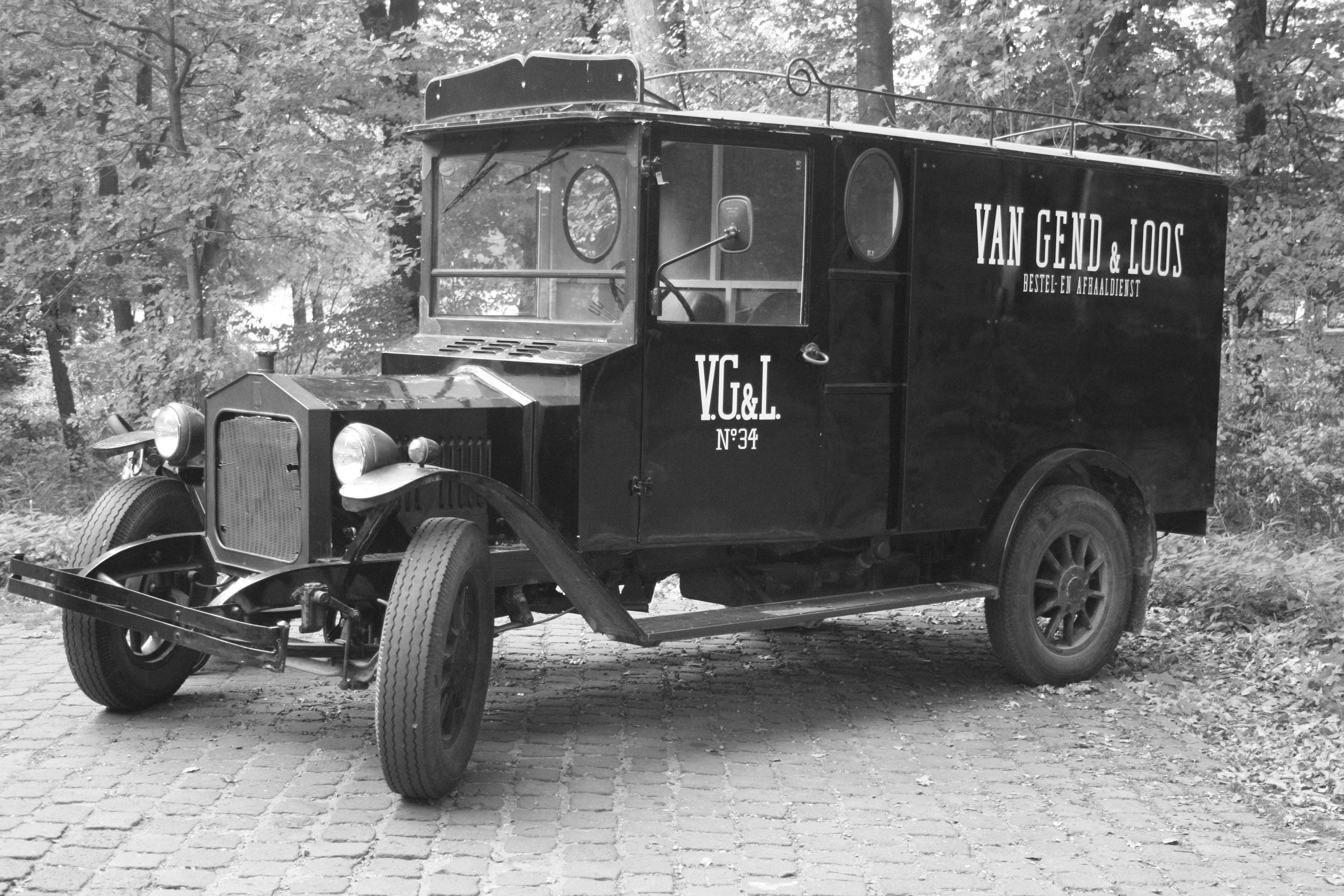
کامیونت شرکت حمل و نقل فان خند اند لوز مربوط به اوائل قرن بیستم

فان خند اند لوز (انگلیسی: Van Gend & Loos) یک شرکت هلندی توزیع محصول بود که در سال ۱۸۰۹ میلادی بنیان نهاده شد.
شرکت حمل و نقل دی‌اچ‌ال در سال ۲۰۰۳ شرکت فان خند اند لوز را خرید.